# Cmentarz żydowski w Przytocznie
Cmentarz żydowski w Przytocznie – kirkut powstał zapewne w 1 połowie XVIII wieku, mieści się na wzniesieniu, w południowej części wsi, na wschód od głównej drogi, w odległości około 1,5 km od centrum Jeziorzan. Od strony północnej nekropolia była ogrodzona drewnianym płotem, z pozostałych stron - tarninowym żywopłotem. Większość znajdujących się na nim nagrobków była wykonana z piaskowca oraz z narzutowych głazów granitowych. Cmentarz przetrwał okres okupacji hitlerowskiej, ale po zakończeniu wojny ogrodzenie zostało zniszczone, nagrobki zostały skradzione przez mieszkańców, a teren kirkutu został zajęty przez gospodarstwa rolne i pola uprawne.